# Lekcionář

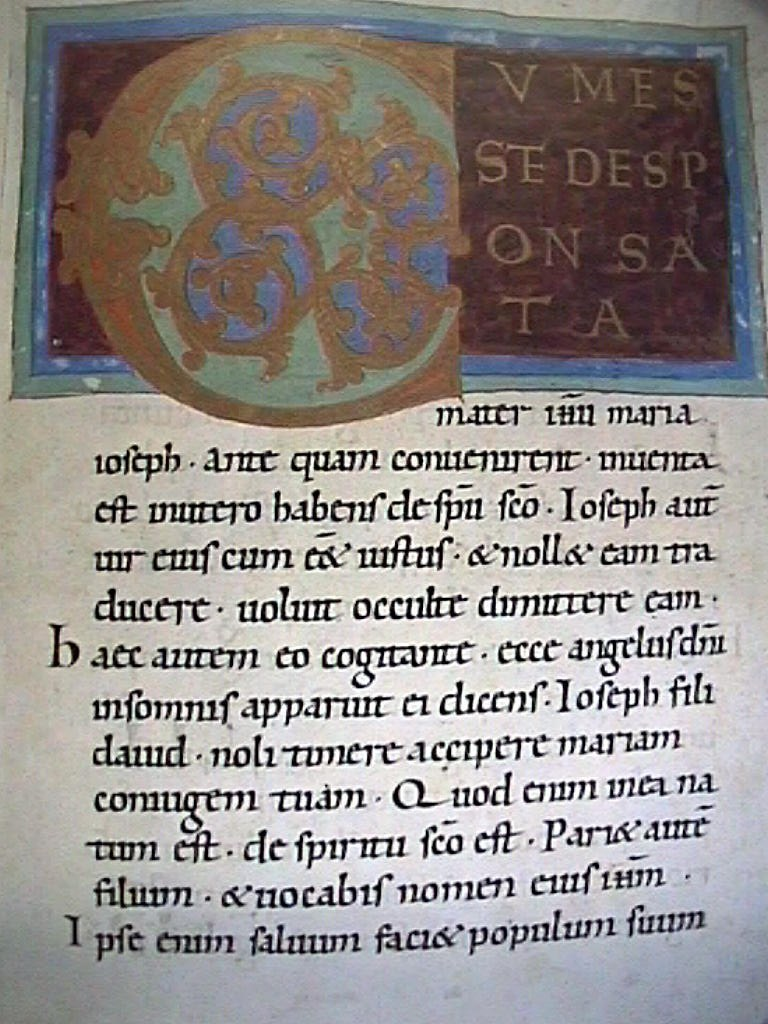
Lekcionář v Bamberské apokalypse, bohatě iluminovaném rukopise z 11. století

Lekcionář je liturgická kniha obsahující úryvky z Bible určené pro jednotlivé dny církevního roku nebo zvláštní příležitosti. Při bohoslužbě spočívá na amboně (pultu) nebo ho drží jeden z ministrantů.
Původně se vybrané texty četly při bohoslužbách přímo z Bible, od pátého století se však perikopy začaly sepisovat do zvláštních knih; řazení úryvků odpovídalo jejich posloupnosti v církevním roce. Lekcionář se skládá z epištoláře (kde se nacházejí texty z neevangelijních knih) a evangeliáře či evangelistáře (obsahujícího úryvky z evangelií).
V římskokatolické církvi v českém jazyce: Lekcionář ke mši svaté je vydán v šesti svazcích: I – neděle, II – všední dny liturgických dob, III-IV – všední dny liturgického mezidobí V – svátky a památky svatých, VI – zvláštní příležitosti. Poslední vydání pochází z let 1998–2008; lekcionář k denní modlitbě církve (pro modlitbu se čtením) je součástí čtyř svazků tzv. kněžského breviáře vydaného v r. 2004.